# والتر فريتاج
والتر فريتاج (بالألمانية: Walter Freitag)‏ هو دراج نمساوي، ولد في 24 مارس 1925.

## وصلات خارجية
- والتر فريتاج على موقع أرشيف الدراجات (الإنجليزية)
- والتر فريتاج على موقع أوليمبيديا (الإنجليزية)